# 霊山寺 (墨田区)
霊山寺（れいざんじ）は、東京都墨田区横川（もと太平町一丁目）にある浄土宗の寺。山号は常在山。院号は二尊教院。本尊は釈迦如来・阿弥陀如来。江戸時代には関東十八檀林のひとつに数えられた。

## 歴史
慶長6年（1601年）大超は駿河台に2万坪の土地を得て霊山寺を建立。慶長11年（1606年）徳川秀忠室崇源院から50石の寄進をうけ、多くの学寮と塔頭ができ檀林となった。二世了学のとき湯島に移転。その後、明暦の大火により浅草に移転。三世天嶺のとき檀林は断絶。貞享5年（1688年）四世廓瑩の代になって檀林に復帰し、元禄2年（1689年）1万坪の土地を得て現在地に移転した。塔頭に西棲院・良徳院・徳壽院・霊性院・龍興院があった。明治2年（1869年）勅願所の綸旨を賜る。

## 交通アクセス
- 錦糸町駅北口より徒歩13分（経路案内）。